# رودریگ دیکابا
رودریگ دیکابا (انگلیسی: Rodrigue Dikaba؛ زادهٔ ۲۸ اکتبر ۱۹۸۵) بازیکن فوتبال اهل فرانسه است.
از باشگاه‌هایی که در آن بازی کرده‌است می‌توان به باشگاه فوتبال سرن یونایتد، باشگاه فوتبال اف۹۱ دودلانژ، و باشگاه فوتبال اولدهام اتلتیک اشاره کرد.
وی همچنین در تیم ملی فوتبال جمهوری دموکراتیک کنگو بازی کرده‌است.